# Pikeljščica
Pikeljščica je ponikalni potok, ki izvira in ponika v Pucovem Breznu v bližini naselja Medvedje Brdo v Hotenjskem podolju. Podzemno se steka v potok Logaščica, prav tako pa tudi v porečje Idrijce.